# 大武山自然保留區
大武山自然保留區位於臺灣臺東縣境內中央山脈南端包括北大武山等山峰稜線的東向坡面，是臺灣最大的自然保留區。

## 簡介
本區的劃設源自美國動物學家艾倫·拉賓諾維茨（Alan Rabinowitz）博士對於台灣雲豹生存棲境的推測，林務局於是在1988年將這塊可能的雲豹棲息區域依據《文化資產保存法》劃設為大武山自然保留區。面積達47,000公頃，占臺灣全島面積1.3%，在當時僅次於玉山及太魯閣兩個國家公園，是全臺第三大保護地區。本區由北至南涵蓋利嘉溪、知本溪、太麻里溪、金崙溪及大竹溪等五個集水區，海拔高度介於200–3,100公尺之間。地處偏遠，是臺灣少數幾處沒有公路貫穿之區域，同時也是存留面積最大、林相最完整的天然闊葉林地。
本區已記錄到哺乳動物17科31種、鳥類43科145種、兩棲類6科18種、爬行類8科36種和魚類9科27種，但未收集到雲豹仍然存在的證據。大武山山區包括相鄰的雙鬼湖野生動物重要棲息環境及出雲山自然保留區共記錄有自生維管束植物142科536屬1,120種。

## 另見
- 南橫高速公路